# Claude Gondard
Pour les articles homonymes, voir Gondard.
 (août 2017).
Claude Gondard est un dessinateur et médailleur français, actif dans la seconde moitié du XXe siècle.

## Biographie
Polytechnicien (1965), Claude Gondard est ingénieur du génie maritime. Il a contribué à la construction des navires à l'arsenal de Brest de 1970 à 1977 dont il a également dessiné les médailles.
Il obtient une médaille d'or au Salon des artistes français de 1975.

## Œuvres
Gondard a réalisé plus de 300 médailles pour la Monnaie de Paris.
De 1988 à 1992 et avec Serge Tchekhoff, il a réalisé une série d'une quarantaine de médailles en argent sur le thème des grands vins français.